# Mons Hadley Delta
Il Mons Hadley Delta è una struttura geologica della superficie della Luna.